# النبيذة
النبيذة رواية للروائية العراقية إنعام كجه جي. صدرت الرواية لأوّل مرة في العام 2017 عن دار الجديد في بيروت. ودخلت في القائمة النهائية «القصيرة» للجائزة العالمية للرواية العربية لعام 2019، المعروفة باسم «جائزة بوكر العربية».

## حول الرواية
تروي الروائية العراقية «إنعام كجه جي» في هذه الرواية حكاية تغوص في تاريخ العراق الحديث، عن الصحافية «تاج الملوك عبد المجيد» التي عاصرت الحقبة الملكية العراقية، وهي صاحبة أول مجلة في بغداد. تتورط تاج الملوك في نشاط وطني ضد الحكومة، وتسافر للعمل في إذاعة كراتشي العربية مع زميلها الفلسطيني.